# Miepgies (planetoïde)
(99949) Miepgies is een op 16 maart 1972 door Tom Gehrels ontdekte planetoïde. Het hemelobject werd waargenomen met behulp van een van de telescopen van het Palomar-observatorium en kreeg de voorlopige naam 1972 FD. De diameter wordt geschat op 7 kilometer. Het perihelium is 2,20 AE, het aphelium bedraagt 2,95 AE. De planetoïde doet er iets meer dan 1503 dagen of 4,12 jaar over om een volledige baan om de zon te beschrijven. Miepgies bevindt zich in de planetoïdengordel tussen Mars en Jupiter.
Op 4 oktober 2009 maakte de Internationale Astronomische Unie de definitieve naam bekend. Miepgies is vernoemd naar Miep Gies, een van de personen die Anne Frank tijdens de Tweede Wereldoorlog voor de nazi's verborg, en die het dagboek van Anne Frank na haar deportatie bewaarde. De naam werd voorgesteld door Carl Koppeschaar.